# ستيف ريان
ستيف ريان (بالإنجليزية: Steve Ryan)‏ (و. 1947 – 2007 م) هو ممثل، وممثل تلفزيوني، وممثل أفلام، من الولايات المتحدة الأمريكية، ولد في مانهاتن، توفي في دوارتي، لوس أنجليس، كاليفورنيا، عن عمر يناهز 60 عاماً.

## وصلات خارجية
- ستيف ريان على موقع IMDb (الإنجليزية)
- ستيف ريان على موقع ألو سيني (الفرنسية)
- ستيف ريان على موقع أول موفي (الإنجليزية)
- ستيف ريان على موقع قاعدة بيانات برودواي على الإنترنت (الإنجليزية)
- ستيف ريان على موقع قاعدة بيانات الأفلام السويدية (السويدية)
- ستيف ريان على موقع قاعدة بيانات الفيلم (الإنجليزية)
- ستيف ريان على موقع كينوبويسك (الروسية)